# Hörbranz
Hörbranz  är en ort och kommun i distriktet Bregenz i förbundslandet Vorarlberg i Österrike. Kommunen ligger vid gränsen till Tyskland